# Tiago Orobó
Tiago Pereira da Silva, meglio noto come Tiago Orobó (Orobó, 28 ottobre 1993), è un calciatore brasiliano, attaccante del Jeonbuk Hyundai.

## Caratteristiche tecniche
È un centravanti.

## Carriera
Cresciuto nel settore giovanile dell'Araripina, ha debuttato fra i professionisti il 16 febbraio 2012 disputando l'incontro del Campionato Pernambucano perso 1-0 contro il Belo Jardim. Negli anni seguenti ha militato principalmente in campionati statali giocando talvolta in Série D e in Série C. Nell'agosto del 2017 si è trasferito in Kuwait giocando fra le file dell'Al-Qadisiya per una stagione.
Nel 2020 si è messo in mostra con l'América-RN segnando 10 reti in altrettanti incontri nel Campionato Potiguar e 4 in 7 incontri di Copa do Nordeste, risultando il giocatore ad aver segnato più reti in Brasile nella stagione corrente prima dello stop alle competizioni dovuto alla pandemia di COVID-19. L'8 giugno è stato acquistato a titolo definitivo dal Fortaleza con cui ha debuttato in Série A il 9 agosto seguente, in occasione dell'incontro perso 2-0 contro l'Athl. Paranaense.

## Palmarès

### Individuale
- Capocannoniere del campionato sudcoreano: 1

2023 (17 gol, a pari merito con Joo Min-kyu)